# James Donald Scanlan
James Donald Scanlan (ur. 24 stycznia 1899 w Glasgow, zm. 25 marca 1976) – szkocki duchowny rzymskokatolicki, w latach 1946-1949 koadiutor i 1949-1955 ordynariusz diecezji Dunkeld, 1955-1964 biskup Motherwell, 1964-1974 arcybiskup Glasgow.

## Życiorys
Święcenia kapłańskie przyjął 29 czerwca 1929. 27 kwietnia 1946 został mianowany koadiutorem diecezji Dunkeld ze stolicą tytularną Cyme. Sakrę otrzymał 20 czerwca 1946. 31 maja 1949 objął urząd ordynariusza. 23 maja 1955 został mianowany biskupem Motherwell, a 29 stycznia 1964 otrzymał nominację na arcybiskupa Glasgow. 23 kwietnia 1974 przeszedł na emeryturę. Zmarł 25 marca 1976. Brał udział we wszystkich czterech sesjach Soboru Watykańskiego II.